# 7. Kanadisches Kabinett
Das 7. Kanadische Kabinett (engl. 7th Canadian Ministry, franz. 7e conseil des ministres du Canada) regierte Kanada vom 1. Mai 1896 bis zum 8. Juli 1896. Dieses von Premierminister Charles Tupper angeführte Kabinett bestand aus Mitgliedern der Konservativen Partei.

## Minister
| Amt                                                                  | Name                                        | Zeitraum                                                                         |
| -------------------------------------------------------------------- | ------------------------------------------- | -------------------------------------------------------------------------------- |
| Premierminister                                                      | Charles Tupper                              | 1. Mai 1896 – 8. Juli 1896                                                       |
| Innenminister und General-Superintendent für Indianerangelegenheiten | Hugh John Macdonald                         | 1. Mai 1896 – 8. Juli 1896                                                       |
| Justizminister und Attorney General                                  | Arthur Rupert Dickey                        | 1. Mai 1896 – 8. Juli 1896                                                       |
| Miliz- und Verteidigungsminister                                     | David Tisdale                               | 1. Mai 1896 – 8. Juli 1896                                                       |
| Finanzminister und Schatzmeister (Receiver General)                  | George Eulas Foster                         | 1. Mai 1896 – 8. Juli 1896                                                       |
| Minister für Inlandsteuern                                           | Edward Gawler Prior                         | 1. Mai 1896 – 8. Juli 1896                                                       |
| Zollminister                                                         | John Fisher Wood                            | 1. Mai 1896 – 8. Juli 1896                                                       |
| Seefahrt- und Fischereiminister                                      | John Costigan                               | 1. Mai 1896 – 8. Juli 1896                                                       |
| Minister für Eisenbahnen und Kanäle                                  | John Graham Haggart                         | 1. Mai 1896 – 8. Juli 1896                                                       |
| Landwirtschaftsminister                                              | Walter Humphries Montague                   | 1. Mai 1896 – 8. Juli 1896                                                       |
| Handels- und Gewerbeminister                                         | William Bullock Ives                        | 1. Mai 1896 – 8. Juli 1896                                                       |
| Postminister                                                         | Louis-Olivier Taillon                       | 1. Mai 1896 – 8. Juli 1896                                                       |
| Minister für staatliche Bauvorhaben                                  | Alphonse Desjardins                         | 1. Mai 1896 – 8. Juli 1896                                                       |
| Staatssekretär für Kanada und Regierungskanzlist                     | Charles Hibbert Tupper                      | 1. Mai 1896 – 8. Juli 1896                                                       |
| Präsident des Kronrates                                              | Auguste-Réal Angers                         | 1. Mai 1896 – 8. Juli 1896                                                       |
| Minister ohne Geschäftsbereich                                       | Donald Ferguson John Jones Ross Frank Smith | 1. Mai 1896 – 8. Juli 1896 1. Mai 1896 – 8. Juli 1896 1. Mai 1896 – 8. Juli 1896 |

## Nicht dem Kabinett angehörende Minister
| Amt               | Name                   | Zeitraum                   |
| ----------------- | ---------------------- | -------------------------- |
| Solicitor General | Charles Hibbert Tupper | 1. Mai 1896 – 8. Juli 1896 |